# رایپولتسکیرشن
رایپولتسکیرشن (به آلمانی: Reipoltskirchen) یک شهر در آلمان است که در Lauterecken-Wolfstein واقع شده‌است. رایپولتسکیرشن ۴۰۱ نفر جمعیت دارد.